# Katsushika Hokusai
Katsushika Hokusai, conocido simplemente como Hokusai (北斎?) (Edo, actual Tokio, 31 de octubre de 1760 - 10 de mayo de 1849), fue un pintor y grabador japonés, adscrito a la escuela Ukiyo-e del periodo Edo. Es uno de los principales artistas de esta escuela conocida como «pinturas del mundo flotante». También es conocido por la diversidad de nombres que utilizó a lo largo de su carrera profesional, como Shunro, Sori, Kako, Taito, Kakyoin, Iitsu y Manji.
Fue autor de una obra inmensa y variada. Por ejemplo, en el Hokusai Manga (北斎まんが, Hokusai Manga) (1814-1849), muestra la vida diaria de su población, con una gran exactitud y sentido del humor. Realizó grabados de paisajes, las Treinta y seis vistas del monte Fuji (富嶽三十六景, Fugaku Sanjūroku-kei)(ca. 1830-1833) y las Cien vistas del monte Fuji (1834), que reflejan en parte una fijación personal con el Monte Fuji. Fueron obras de esta serie, La gran ola de Kanagawa (神奈川沖浪裏, Kanagawa Oki Nami Ura) y Fuji en días claros (凱風快晴, gai kaze kaisei), las que aseguraron la fama de Hokusai, tanto dentro del Japón como en el extranjero.
A mediados del siglo XIX sus grabados, así como los de otros artistas japoneses, llegaron a París. Allí eran coleccionados, especialmente por parte de artistas postimpresionistas de la talla de Vincent Van Gogh, Paul Gauguin y Henri de Toulouse-Lautrec, cuya obra denota una profunda influencia de los grabados mencionados. El historiador Richard Douglas Lane ha dicho de él y su obra:

En efecto, si hay un trabajo que hizo el nombre de Hokusai famoso, tanto en Japón como en el extranjero, debe ser esta serie de impresiones monumental ...
Richard Douglas Lane|Lane, Richard (1978). Images from the Floating World, The Japanese Print.

## Biografía

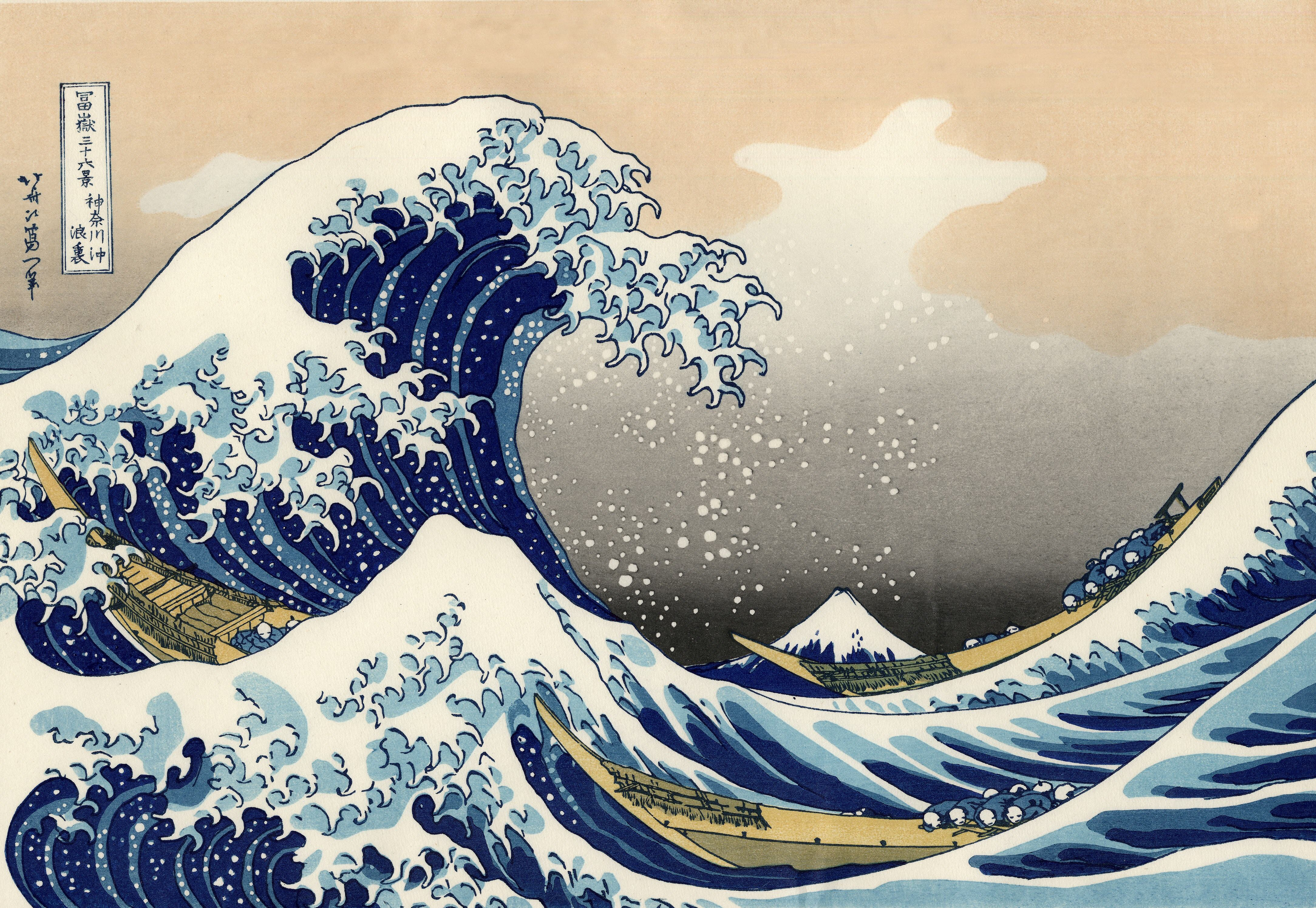
La gran ola de Kanagawa es la obra más conocida de Hokusai y la primera de su famosa serie Treinta y seis vistas del monte Fuji. Esta estampa representa una tempestad en alta mar en el momento que la cresta de una ola está a punto de romper sobre la barca de unos marineros, justo en el centro y al fondo se ve el monte Fuji. Esta vista «tomada» desde alta mar, se duda que Hokusai alguna vez llegara a verla.

Nació el 31 de octubre de 1760, con el nombre de Tokitaro, en el distrito de Honjō, al este de Edo. No se sabe quienes fueron sus padres. Fue adoptado, desde muy temprana edad, por un prestigioso artesano de Edo, familiarmente conocido con el nombre de Nakajima Ise, —fabricante de espejos para la corte del shōgun—, con el que trabajó como aprendiz y del que posteriormente fue su legítimo heredero, hecho que hace pensar que, posiblemente, sea cierta la historia que explica que Hokusai era verdaderamente hijo de Nakajima, nacido de una concubina.

### Primeros años

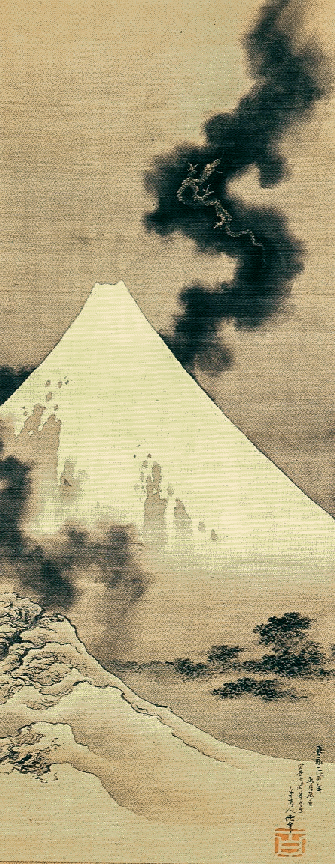
El dragón de humo escapando del monte Fuji.

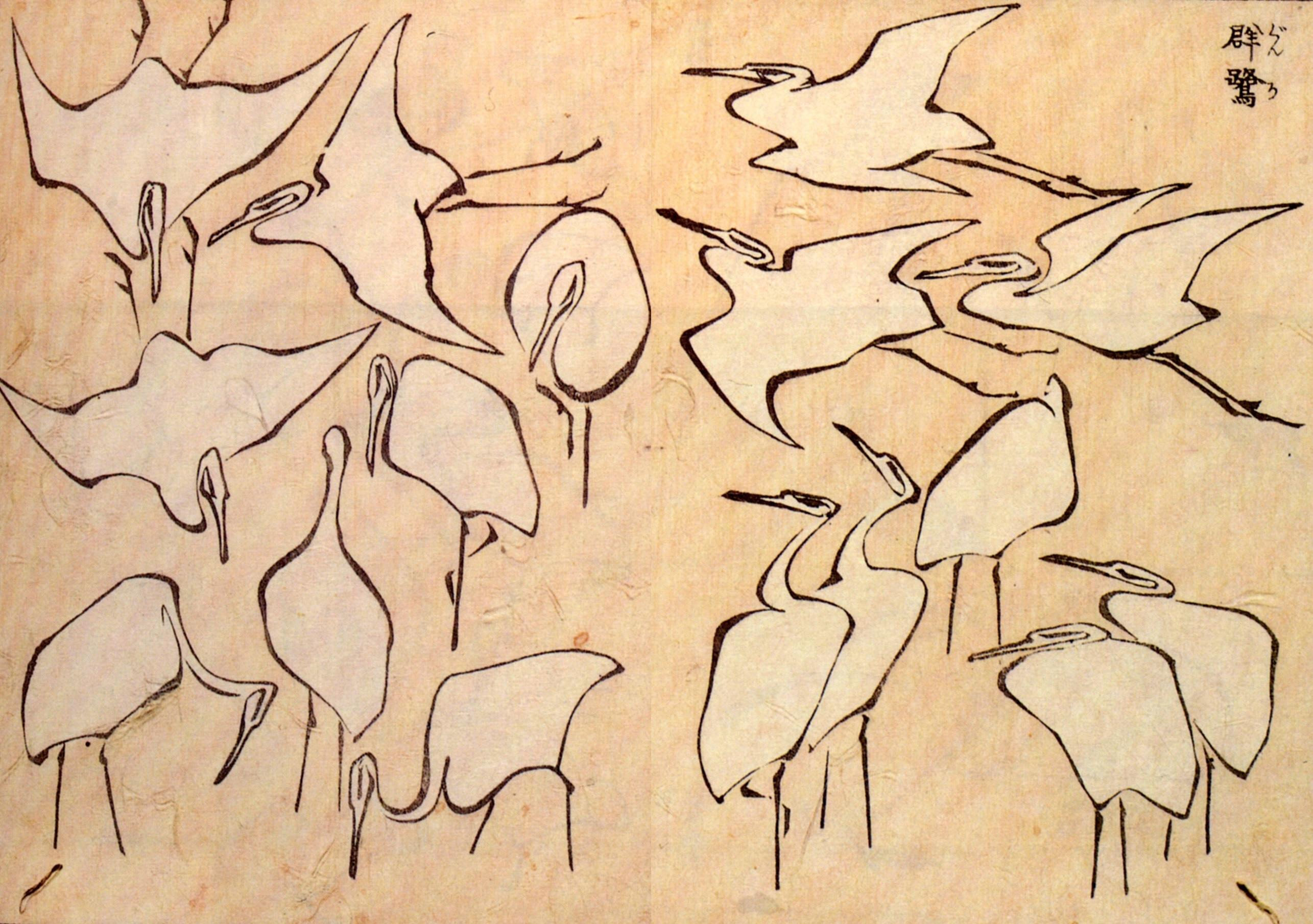
Ilustración para Lecciones rápidas al dibujo simplificado.

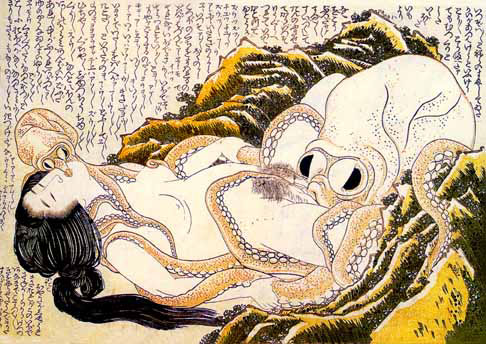
El sueño de la esposa del pescador, xilografía del género shunga de contenido erótico, diseñada por Hokusai hacia el año 1820.

En su juventud, Hokusai decidió trabajar como vendedor en una prestigiosa librería, y a partir de los 15 hasta los 18 años, entró como aprendiz de grabador en un taller. Este temprano entrenamiento en el mundo del libro y del comercio de la impresión contribuyeron al desarrollo de Hokusai como impresor. En el año 1778, con 18 años de edad, se convirtió en discípulo del maestro de la escuela ukiyo-e, Katsukawa Shunsho, con el que aprendió la técnica del grabado con planchas de madera (xilografía), especializándose en retratar a actores de kabuki, (Yakusha-e 役者絵 «cuadros de actores»).El joven Hokusai publicó sus primeros trabajos al año siguiente, con el nombre de Shunro (勝川 春朗). Este trabajo consistió en unas invitaciones impresas para el teatro kabuki, en las que el género de la escuela de Katsukawa aparece ya totalmente dominado por su alumno.
A juzgar por las edades de sus hijos, Hokusai debió contraer matrimonio en torno a la edad de 20 años. Posiblemente, debido a la influencia de la vida familiar, en este periodo sus diseños tienden a centrarse en retratos de actores y mujeres situados en ambientes históricos y en jardines. Utilizaba la técnica «uki-e» —paisajes semi-históricos en los que se utiliza la técnica occidental de la perspectiva—, así como estampas de niños. Los libros de ilustraciones del artista y sus textos trataban temas históricos y didácticos, al tiempo que el trabajo de Hokusai en el género surimono durante toda la década siguiente marcó uno de los puntos culminantes de su carrera.
El género surimono se utilizaba, principalmente, para publicar tarjetas para las ocasiones especiales como año nuevo, para presentar programas musicales, avisos y otras felicitaciones. Siempre solían ser en ediciones limitadas que ofrecían una impresión perfecta y la más alta calidad. En la mayoría de los casos los surimono, los encargaban las sociedades de poetas con la finalidad de ilustrar el poema ganador de un concurso literario. Normalmente estos grabados eran de un formato pequeño y el hecho de tener que tallar en relieve los caracteres kanji requería una gran habilidad técnica.
Hacia los 30 años, Hokusai sufrió importantes cambios personales. Su maestro Katsukawa Shunsho murió en 1793 y su joven esposa falleció más o menos por la misma época, dejándole tres hijos —un varón y dos mujeres—. En el año 1797 se volvió a casar y adoptó el conocido nombre profesional de Hokusai. Este cambio de nombre marcó el inicio de la edad de oro de su trabajo, que continuó durante más de medio siglo.

### Etapa principal
La obra de Hokusai en este período cubre toda la gama del arte ukiyo-e: tarjetas, surimono, libros ilustrados, ilustraciones de antologías de poemas, libros eróticos, pinturas a mano o libros de bocetos. Dentro de los temas tratados por Hokusai, en escasas ocasiones compitió con Utamaro, el mejor grabador de voluptuosas imágenes femeninas. Pese a esta limitación consciente, Hokusai trató de abarcar una amplia gama de temas, especialmente puso énfasis en la representación de paisajes y escenas históricas, en las que la figura humana desempeña un papel secundario. Alrededor del final de la centuria introdujo en su estilo la técnica de la perspectiva y el colorido occidental. Publicó una serie de retratos femeninos titulados Canciones de Itako.
A partir del siglo XIX, Hokusai comenzó la ilustración del yomihon, un tipo de novelas históricas de alto nivel intelectual. Bajo su influencia, su estilo empezó a sufrir cambios importantes y claramente visibles entre 1806 y 1807. Su figura y su trabajo cada vez tenían un reconocimiento mayor, aunque perdió en delicadeza y tendió a prestar mayor atención a los temas clásicos tradicionales, especialmente la representación de samuráis, guerreros o temas chinos, y en este periodo empezó a alejarse del mundo de ukiyo-e.
En torno al año 1812, el hijo mayor de Hokusai murió. Esta tragedia no fue solo un duro golpe emocional sino también económico, porque, como heredero de la acomodada familia Nakajima, su hijo suponía el medio de obtener una importante renta, de manera que Hokusai no tenía que preocuparse por la irregularidad con que llegaban los cobros por la venta de sus pinturas, diseños e ilustraciones. Fuese por razones económicas o por otra cuestión desconocida, a partir de este momento la atención de Hokusai se centró en la ilustración de libros y particularmente en los libros que eran copias de grabados diseñados para artistas aficionados, como Lecciones rápidas al dibujo simplificado. Esta iniciativa sirvió para atraer más alumnos a su taller.
Junto a la fama de sus detalladas impresiones e ilustraciones, Hokusai cosechó también gran éxito en las exposiciones públicas de su pintura; hizo, por ejemplo, una enorme pintura de unos 200 m² con figuras mitológicas para un multitudinario festival. Incluso una vez fue convocado para mostrar sus habilidades artísticas ante el shogun, teóricamente un ayudante del emperador que en la práctica era el gobernador del Japón.
En el verano de 1828, la segunda esposa de Hokusai falleció. El maestro tenía entonces 68 años, se encontraba afligido, con una parálisis intermitente en el brazo izquierdo, solo y con un nieto conflictivo, que había demostrado ser un delincuente incorregible. Ante esta situación su hija, alumna y artista O-ei, se divorció y volvió a su casa donde permaneció hasta la muerte de su padre.

### Últimos años

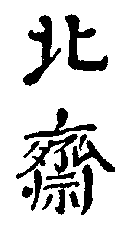
Firma de Katsushika Hokusai

Hokusai trabajó hasta el último día de su existencia. Era un artista enérgico que se levantaba temprano y pintaba hasta la noche. Ésta había sido su forma de actuar durante toda su larga y productiva vida, y fue también la de sus años finales. De los millares de libros y de impresiones de Hokusai, sus Treinta y seis vistas del Monte Fuji son particularmente notables. Publicada entre 1826 y 1833, esta famosa serie, que con los suplementos incluía un total de 46 impresiones a color, marcó un hito en la impresión japonesa de paisajes. La grandeza del diseño y la habilidad de la ejecución no había sido alcanzada hasta ese momento, incluso en el trabajo de su contemporáneo Utagawa Hiroshige. En conjunto, Hokusai tuvo una gran producción artística integrada por unas treinta mil obras.
Los continuos cambios de domicilio de Hokusai -residió en más de 90 viviendas-, e incluso los cambios de nombre, son elementos significativos del carácter del artista. Además de su nombre principal, Hokusai utilizaba otros dos seudónimos ocasionales, y alrededor de una veintena de nombres que, indistintamente, añadía a su nombre principal.
Pese a sus deseos por seguir viviendo una década más, el día 18 del cuarto mes —del calendario japonés— del 1849, «el viejo loco por la pintura», como él mismo se definía, murió a los 89 años, sin haber satisfecho la búsqueda de la última verdad sobre la pintura.
Años antes, en el prefacio de la publicación de Cien vistas del Monte Fuji había escrito: 

[...] a la edad de cinco años tenía la manía de hacer trazos de las cosas. A la edad de 50 había producido un gran número de dibujos, con todo, ninguno tenía un verdadero mérito hasta la edad de 70 años. A los 73 finalmente aprendí algo sobre la verdadera forma de las cosas, pájaros, animales, insectos, peces, las hierbas o los árboles. Por lo tanto a la edad de 80 años habré hecho un cierto progreso, a los 90 habré penetrado más en la esencia del arte. A los 100 habré llegado finalmente a un nivel excepcional y a los 110, cada punto y cada línea de mis dibujos, poseerán vida propia [...]

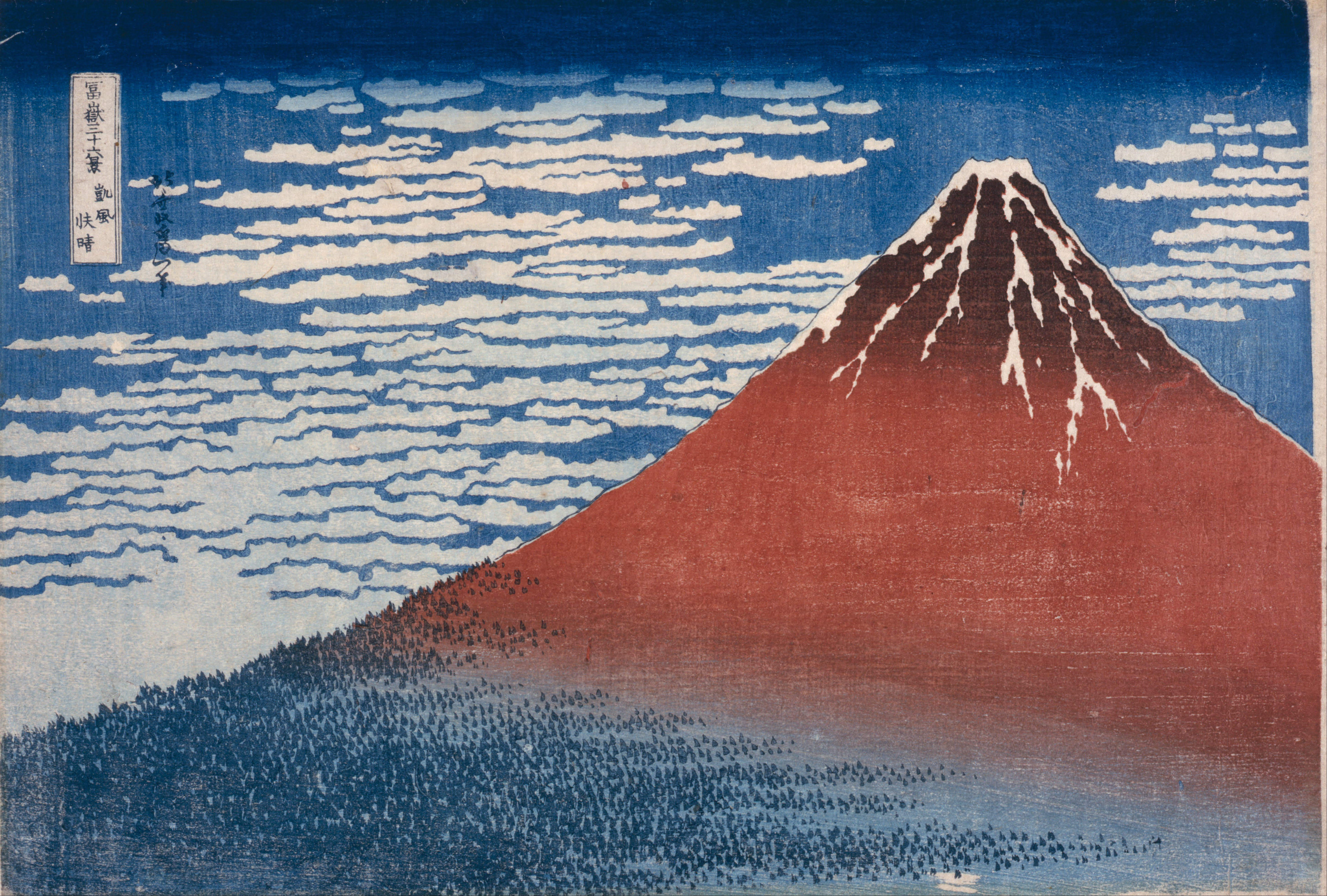
Fuji rojo.
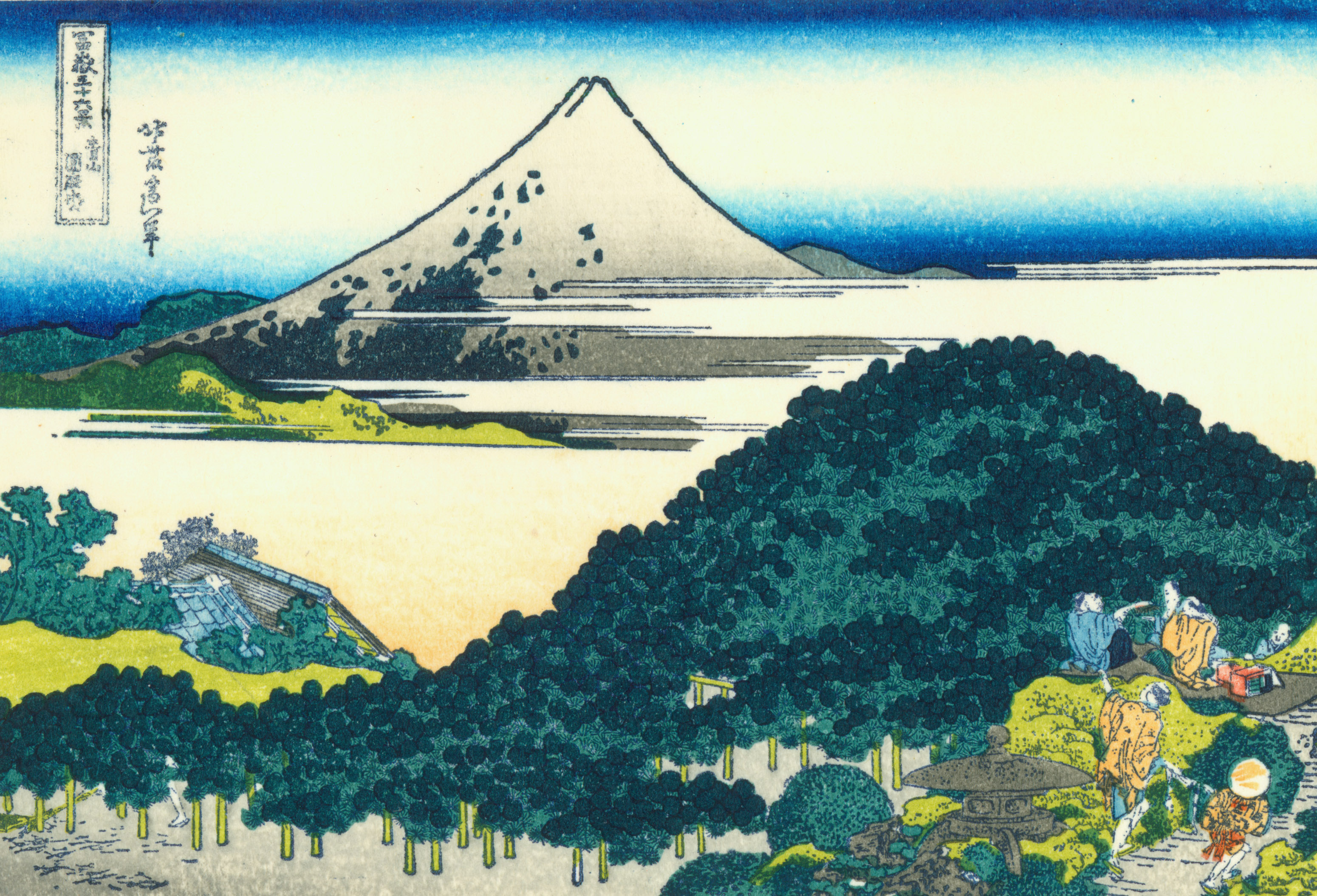
La costa de Kamakura.
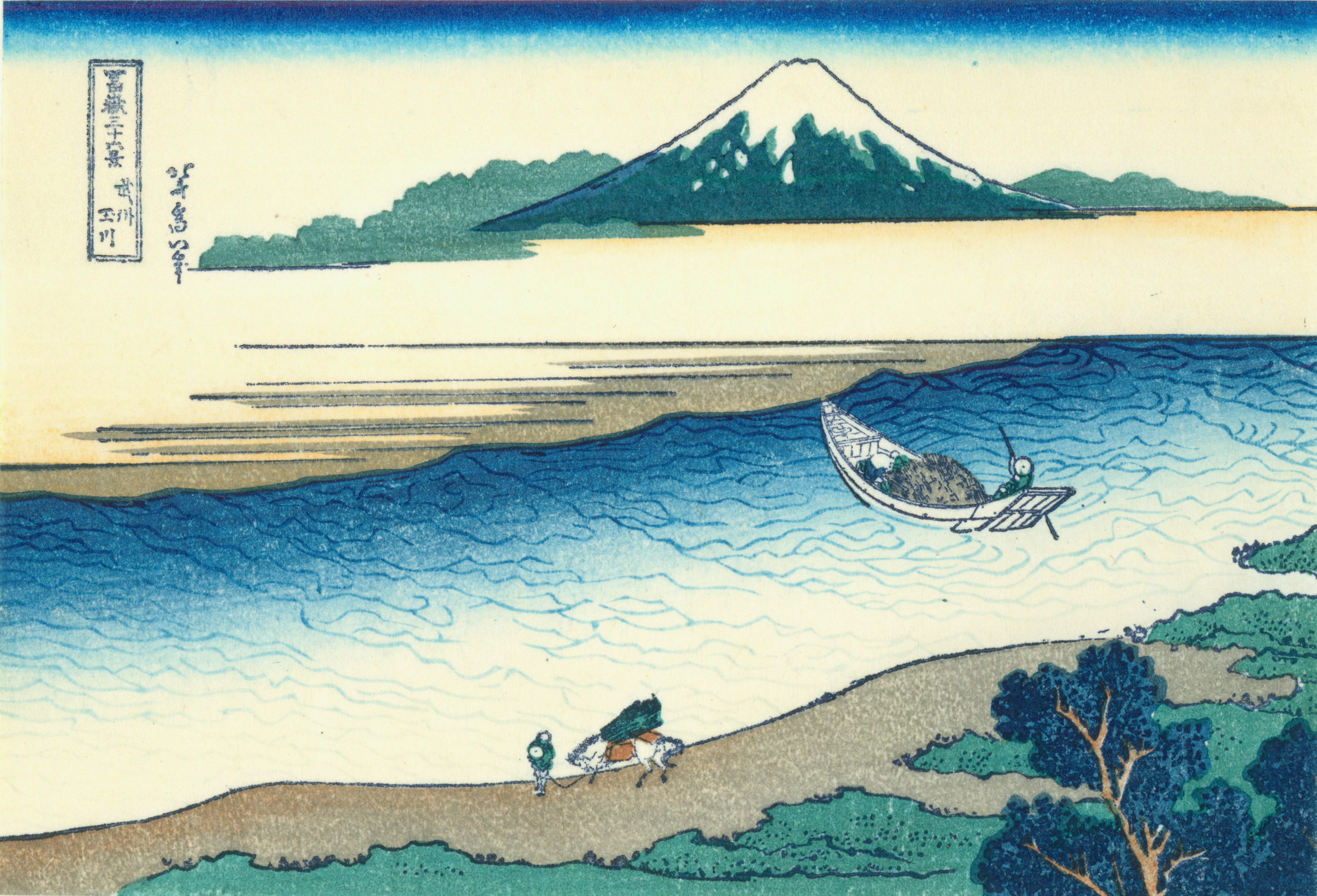
Río Tama en Musashi.
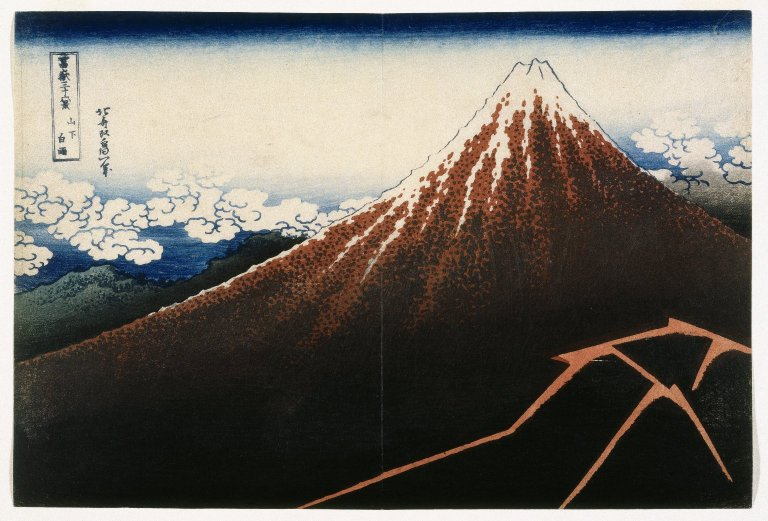
Tempestad bajo la cima.

## Monte Fuji
La representación tan frecuente del monte Fuji por parte de Hokusai también tiene un componente relacionado con sus creencias religiosas. Hokusai fue miembro de la orden budista de Nichiren. En Japón, esta montaña ha estado tradicionalmente vinculada a la vida eterna, y la creencia se remonta al Cuento del cortador de bambú. Trata de Kagulya (かぐ や o 辉 夜, Luz brillante), una princesa hija de la Luna nacida dentro de un tronco de bambú para complacer dos ancianos que ya no podían tener hijos, y que depositó el elixir de la vida eterna en la cima de la montaña. Así desde una fase inicial, el monte Fuji, fue visto como la fuente del secreto de la inmortalidad, una tradición que estaba en el centro de la propia obsesión de Hokusai por la montaña.
El monte Fuji es un símbolo del Japón, una montaña sagrada desde el siglo VII. Existe una leyenda sintoísta que explica que el emperador ordenó destruir la parte superior de la montaña para conseguir el elixir de la inmortalidad, el humo que se escapa a veces por su cima, se explica que procede de la bebida que se está consumiendo. Por otro lado, según la tradición, es la morada de las diosas sintoistas Fuji-hime y Sakuya-hime. También la muerte de Jikigyō Miroku (1671-1733), un monje budista que murió ayunando en la montaña, potenció la veneración de esta montaña y transformó el hecho de visitarla en un ritual lleno de significados.
La montaña ha servido de inspiración a muchos poetas y ha aparecido en un sinfín de representaciones pictóricas. La obra más antigua que se conoce es un dibujo en papel que hay en una puerta corredera del siglo XI. Ha sido objeto de un tratamiento especial por los pintores japoneses del siglo XIX y además de la obra de Hokusai, también fue la inspiración de otro gran artista, Hiroshige (1797-1858), que presentó las Cincuenta y tres estaciones del Tōkaidō (1833-34) publicadas en varias ediciones originales hasta el 1857; también pintó dos series personales con el nombre de Treinta y seis vistas del monte Fuji. En el mismo período, Utagawa Kuniyoshi (1798-1861) realizó algunas representaciones del Fuji. Más recientemente, entre otras, destacan dos obras: Fuji, de Kokei Kobayashi (1883-1957), y Aka-Fuji (Fuji rojo), de Yokoyama Misao (1920-1973).

## Lista de seudónimos de Hokusai
Algunos de los nombres profesionales utilizados por Hokusai son: Katsukawa Shunrō, Sōri, Kakō, Taito, Gakyōjin, Iitsu y Manji.

## Obra
Su obra está considerada como una de las más importantes del Japón por lo que a la pintura paisajista se refiere. A finales del siglo XVIII y principios del XIX el enriquecimiento de la burguesía japonesa fue la gran impulsora de la prolífica elaboración de estampas en serie, conocidas con el nombre de ukiyo-e o «Pinturas del mundo flotante», estas estampas, con un coste más reducido que una pintura original, eran las que la nueva clase social podía comprar. Esta técnica del ukiyo-e se practicaba y era conocida desde hacía tiempo —con artistas destacados como Hishikawa Moronobu—, pero fue en este período donde se hicieron más populares. Hokusai incorporó a lo largo de su vida la esencia del arte de esta escuela. Las características de sus primeras obras eran la soltura con que realizaba las líneas con elegantes curvas que evolucionó hacia unas espirales dando una elegancia y espontaneidad aún mayor a sus dibujos. Las obras se grababan normalmente sobre planchas de madera de cerezo y el impresor podía hacer copias del original hasta que el relieve grabado en la madera empezaba a desaparecer. El tema principal eran retratos en un primer plano de geishas, actores del teatro kabuki y samuráis, que aparecían tanto en escenas eróticas como humorísticas. También aparecían rodeados de paisajes, y en esta especialidad Hokusai demostró toda su maestría.

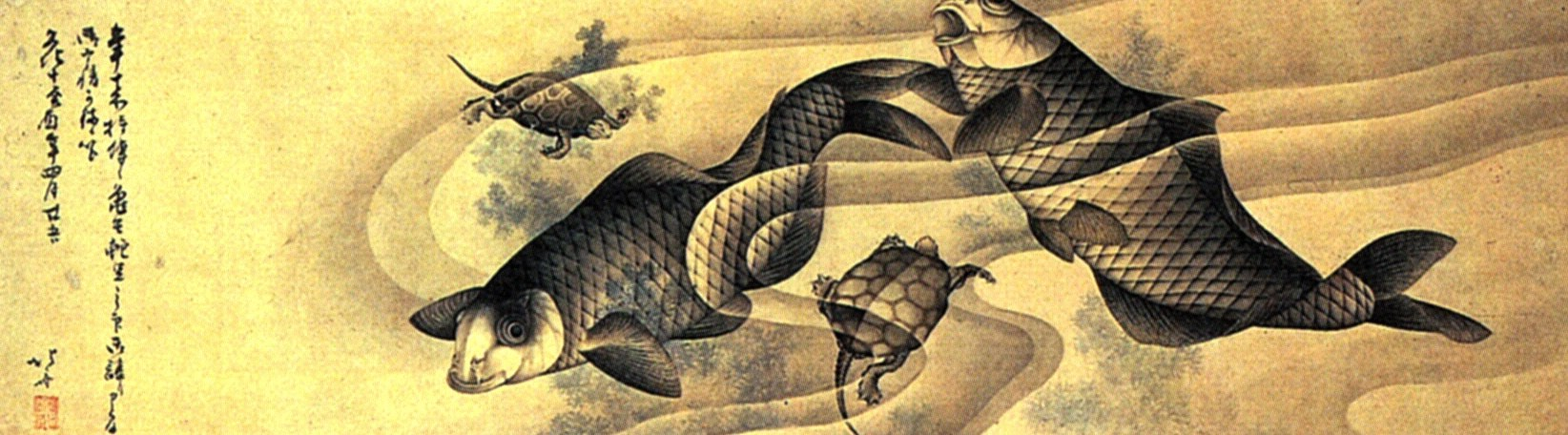
Carpas, el dibujo muestra las líneas ondulantes y en espiral que tanto gustaban a Hokusai.

Hokusai estudió y experimentó durante su larga vida nuevas corrientes artísticas, entre las que destacan las de las escuelas Kanō, Tosa y la del artista Ogata Kōrin, así como demostró ser un gran especialista de la pintura tradicional china, y también un buen conocedor de la pintura occidental, sobre todo de los grabados holandeses, fáciles de encontrar en Japón, por los contactos comerciales mantenidos durante el período Edo casi exclusivamente con ese país de Europa. En la época que más recibió la influencia de la pintura china, una característica relevante de su estilo, fue la utilización de elementos del paisaje y rostros de los personajes propios de los habitantes de China. Estos parecidos se pueden observar en su cuadro Tametomo y los demonios de 1811 que se encuentra expuesto en el British Museum de Londres.

### Hokusai Manga

Hokusai Manga
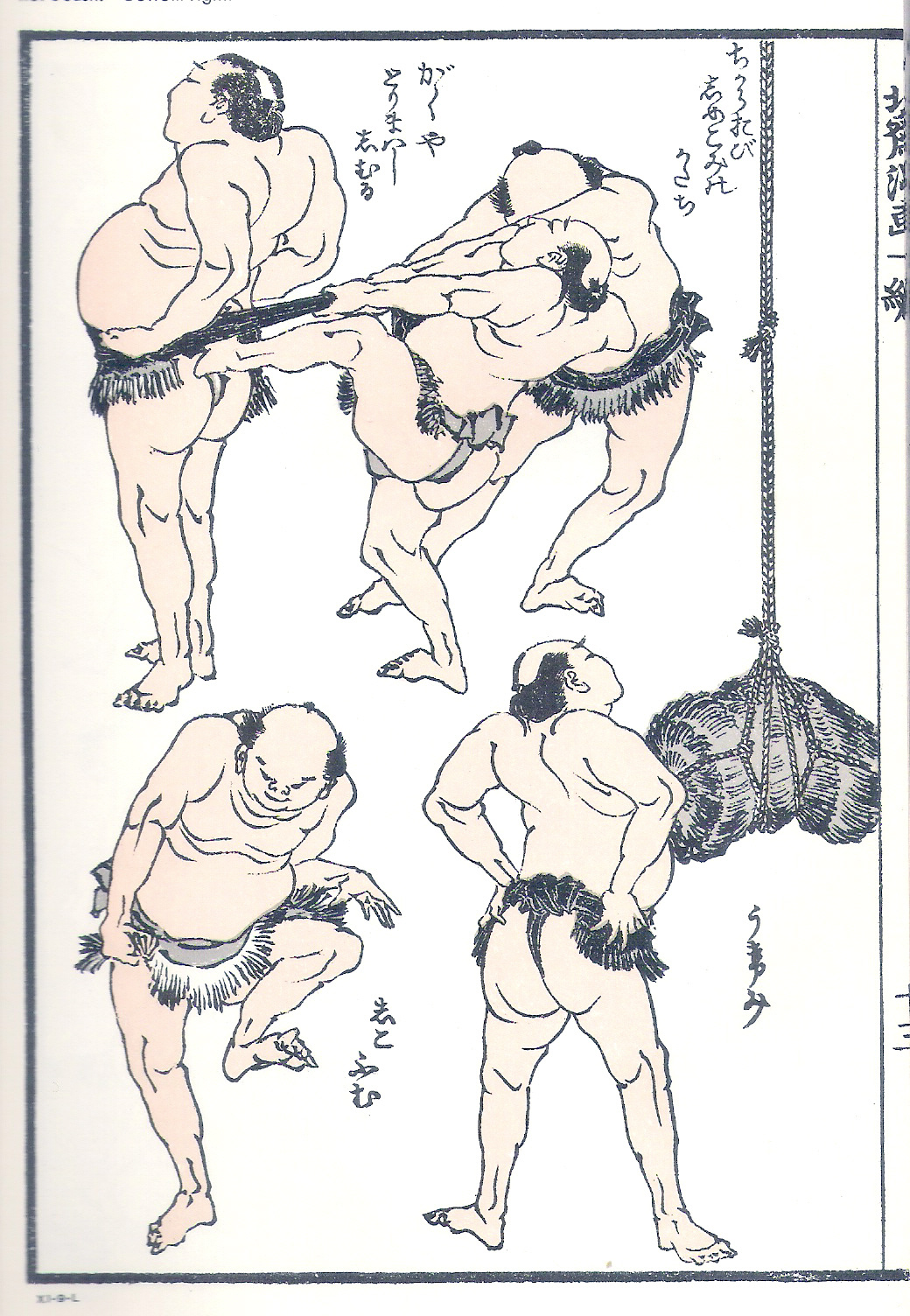
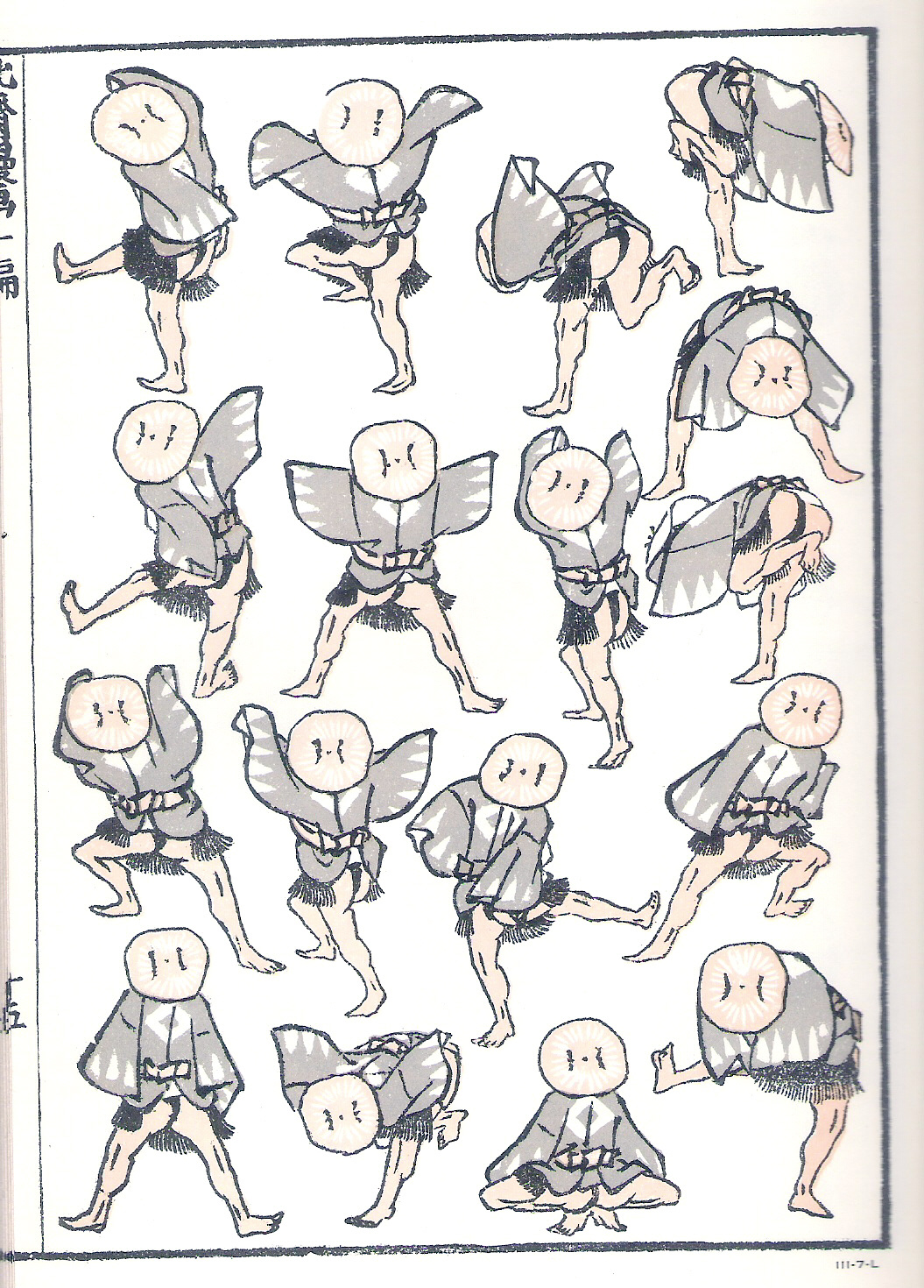
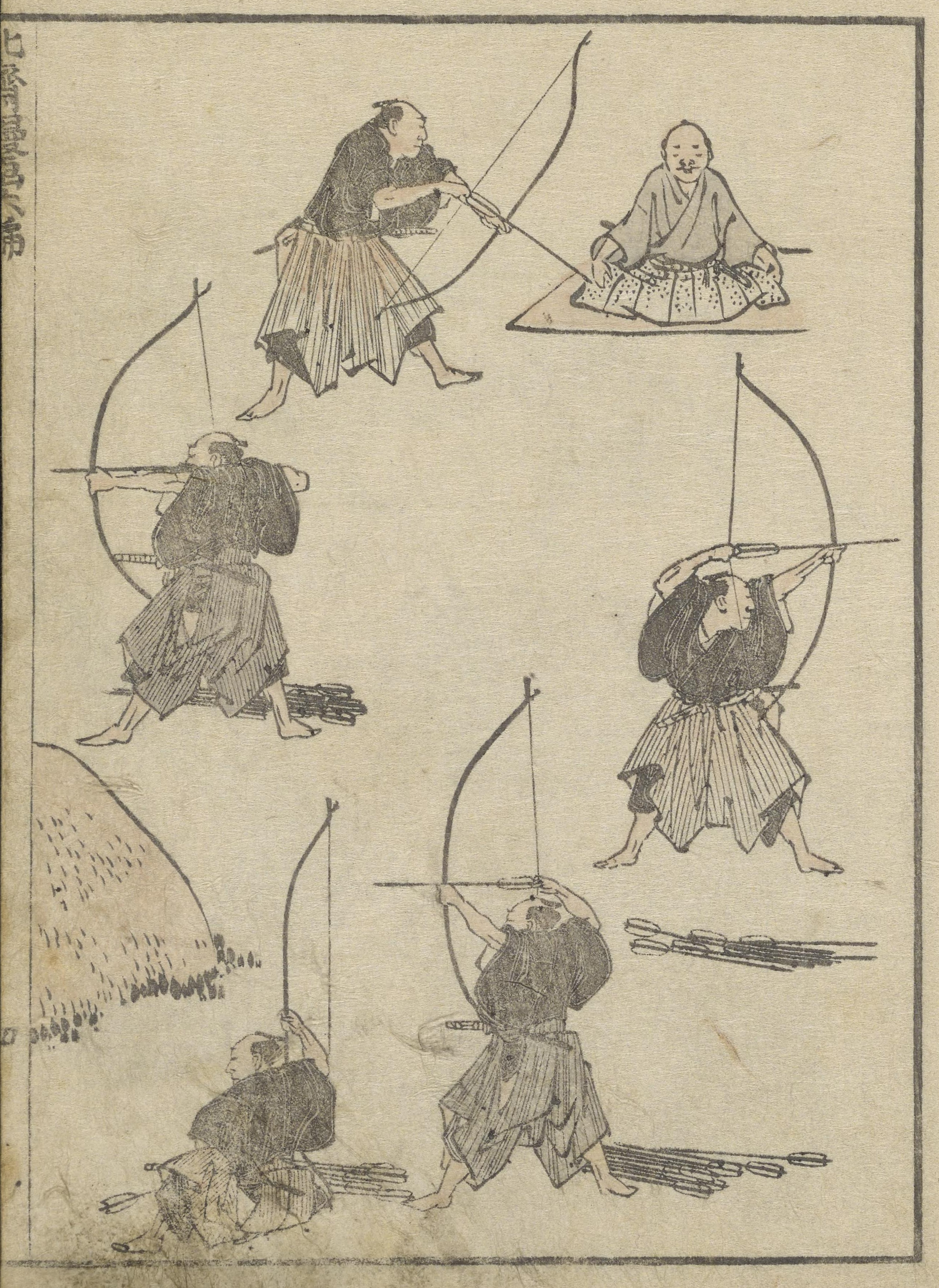
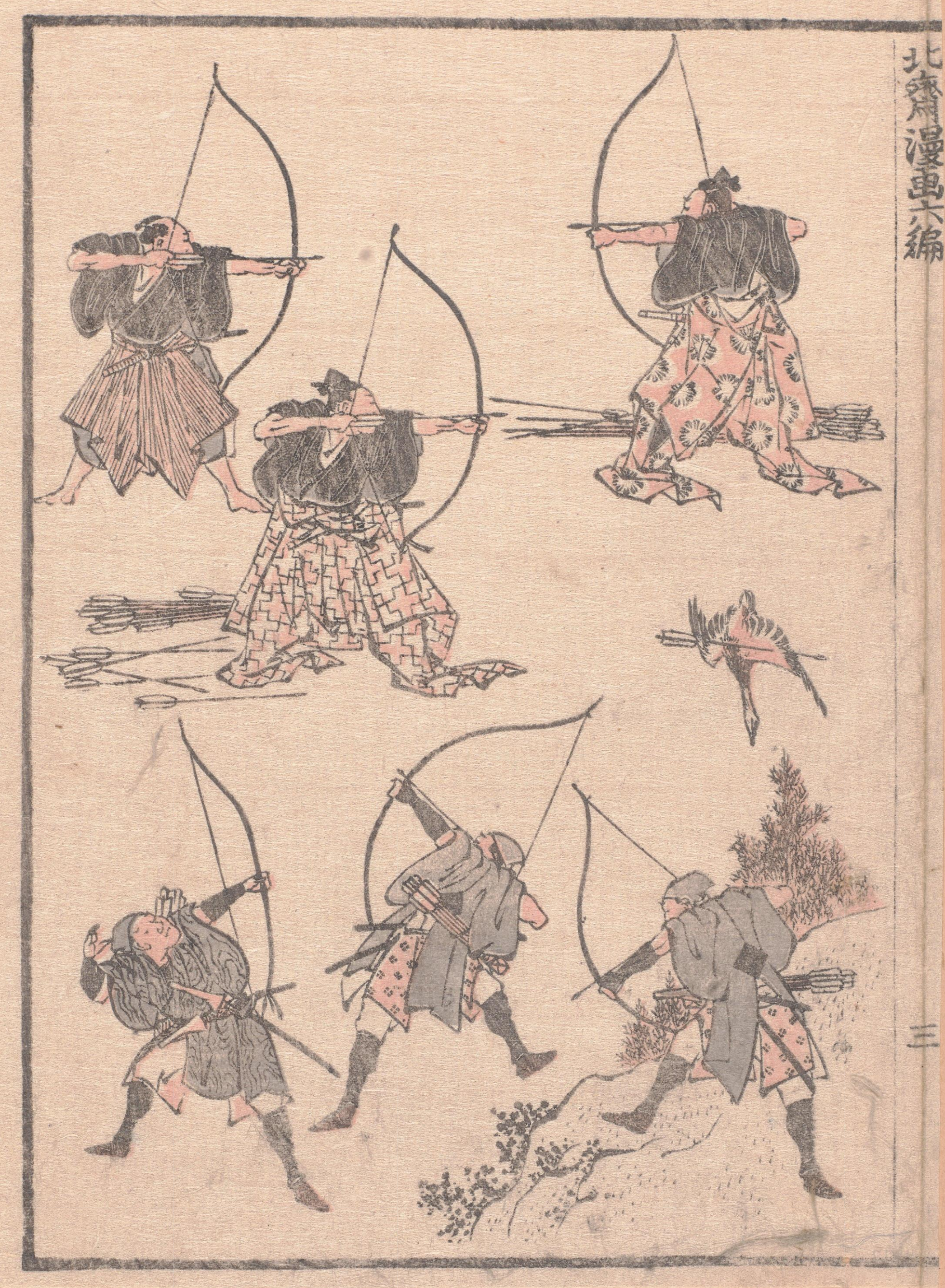

La mayor de las obras de Hokusai es la colección de quince volúmenes llamados Hokusai Manga (北斎漫画). Es una colección con unos 4000 dibujos muy diversos que incluyen paisajes, flora, fauna, y escenas de la vida cotidiana. Es una obra impresa en tres colores: negro, gris y rosáceo. El primer dibujo se publicó en 1814 cuando el artista tenía 55 años, siendo los tres últimos volúmenes publicados póstumamente, y el último de ellos está considerado una obra apócrifa.
Estos bocetos a menudo se cree, erróneamente, que son el precedente de los modernos manga. El nombre manga, en la obra de Hokusai, hace referencia a una colección de bocetos no conectados entre sí por ninguna historia, por lo que tienen una concepción diferente del cómic en el que se fundamenta el manga moderno. Cabe decir que la forma de trabajar, sobre papel transparente y llevado a cabo en varias fases, sí que tiene una similitud en la manera de elaborar el moderno cómic o manga. Hokusai hacía un simple esbozo en papel transparente y luego colocaba encima otro papel, también transparente, donde corregía el dibujo, añadía más detalles y realizaba la composición final. Este era el diseño definitivo que se adhería a la plancha de madera donde se realizaba el grabado. En su elaboración, había que seguir de manera cuidadosa las líneas trazadas, para poder hacer después la impresión de la estampa. En occidente, esta obra comenzó a ser conocida después de que Matthew Perry llegó a Japón en 1854.
Estos dibujos, realizados cuando el artista tenía entre 60 y 70 años de edad, se reconocen como lo mejor de su obra. Hokusai fue uno de los pintores que más contribuyeron a que la pintura de paisajes y sobre la naturaleza -pájaros y flores- llegara a ser un icono con el que se identifica a la cultura del Japón.

### Pinturas e ilustraciones

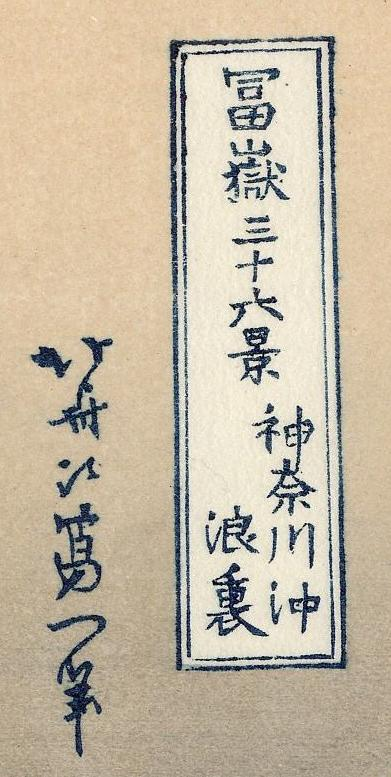
Título y firma en Treinta y seis vistas del monte Fuji.

La siguiente es una selección de obras de Hokusai, listadas en orden cronológico. Algunas de estas obras se han nombrado o se han utilizado en ilustraciones en algunas de las biografías de Hokusai y es representativa de los mejores trabajos de Hokusai o de determinados periodos en el desarrollo de su arte.
- Fiestas de las casas verdes (ca. 1790)
- Fiestas para los doce meses (ca. 1790)
- Extranjeros observando costumbres japonesas (1796)
- Serie de Chushingura I (ca. 1800)
- Brocados impresos de treinta y seis poetisas (1801)
- Cincuenta poetas imaginarios, cada uno con un poema (1802)
- El Fuji en primavera (1803)
- Treinta y seis estaciones en el Tokaido (1804)
- Serie de Chushingura II (1806)
- Suikoden (1807)
- Retratos de seis poetas (ca. 1810)
- Manga de Hokusai, vol. 1 (1814)
- Gashiki de Hokusai (1819); Soga de Hokusai (1820)
- Treinta y seis vistas del monte Fuji (ca. 1826-33)
- Vistas de puentes famosos (ca. 1827-30)
- Nieve, luna, y flores (ca. 1827-30)
- Flores y pájaros (ca. 1827-30)
- Toshi-sensor (1833-36)
- Cien vistas del monte Fuji (1834-35)
- Cien poemas contados por la niñera (ca. 1845)

## Influencia
En 1854, los puertos japoneses se abrieron al comercio con Europa. A partir de ese momento, entre otras cosas, la influencia de la estética japonesa se extendió rápidamente por Occidente y, de una manera especial, en París. Pintores impresionistas como Henri de Toulouse-Lautrec, Paul Gauguin, Edgar Degas, Vincent Van Gogh y Claude Monet, recibieron su influencia. Entre los artistas japoneses que llamaron la atención destacó Hokusai. Aunque la existencia del estilo ukiyo-e se remontaba trescientos años atrás, su gran desarrollo se produjo durante los siglos XVIII y XIX ya que en la sociedad japonesa, en aquellos momentos con más recursos económicos, las xilografías eran muy apreciadas. Más adelante, pero, con el intercambio comercial entre Japón y Occidente, también se produjo un descenso en la producción de estas estampas. Entre los años 1868 y 1912 llegaron a Japón importaciones de bienes occidentales, entre ellos la fotografía y las nuevas técnicas de impresión, innovaciones que provocaron que el género ukiyo-e llegara prácticamente a desaparecer.
Van Gogh fue uno de los pintores que expresaron su gran admiración hacia las estampas japonesas y realizó varias copias de sus xilografías. Sobre ellas dejó escrito:

Envidio a los japoneses y la increíble y limpia claridad de la que están impregnados todos sus trabajos. Nunca resultan aburridos ni dan la impresión de haberlos realizado a toda prisa ... Su estilo es tan sencillo como el respirar. Son capaces de hacer una figura con unos pocos trazos seguros, y que parezca tan fácil como abotonarse el chaleco.

|                           |
| Puente de Hokusai (1832). |

|                         |
| Puente de Monet (1889). |

La obra de Van Gogh recibió con especial intensidad la influencia de Hokusai. Esto es patente en los últimos paisajes llenos de movimientos ondulantes, en el gran círculo que forma el sol rodeado por líneas que forman los diferentes colores, el negro que empleaba en sus contornos y en el ritmo de trazos rotos; también se aprecia en una de sus últimas pinturas, Iris (1889). Después de realizar esta obra, en una carta a su hermano Theo, Van Gogh comentó que sus propias obras: «No parecen japonesas, pero son las creaciones más japonesas que nunca he hecho». Carta a Theo n.º 501 del 18 de julio de 1888.
Claude Monet estuvo influido, sin duda, por artistas japoneses en general, pero las dos referencias principales fueron Hokusai y Hiroshige. La serie de Nenúfares de Monet está inspirada en flores de Hokusai, así como la larga serie realizada sobre la Catedral de Rouen, que Monet solo pintó desde un mismo ángulo, se podría relacionar con la serie sobre el Monte Fuji; aunque el japonés Hokusai las hizo desde lugares diferentes,
la influencia se observa por la forma de representar la atmósfera, el ambiente y la luz que era la intención de ambos artistas. Monet llegó a instalarse en su casa un jardín con un puente japonés, donde realizó numerosos paisajes influido por la impresión que le produjo la colección que había adquirido de grabados japoneses.
Yanagawa Shigenobu fue su primer discípulo, y luego se convirtió en su yerno. Hizo como Hokusai muchos trabajos de ilustración, gran cantidad de Surimono y, siguiendo los pasos de su maestro, también se dedicó al arte shunga. Entre sus otros alumnos destacó Shotei Hokuju; como todos los discípulos de Hokusai, trató de imitar a su maestro en la técnica y la expresión, aunque se decantó más hacia la pintura occidental, con un colorido más sencillo y brillante y sus composiciones se caracterizan por las formas geométricas. Uoya Hokkei pasó por la escuela de Hokusai y se decantó por realizar paisajes de estilo chino, como algunas de las obras tempranas del maestro, también se conservan numerosas ilustraciones humorísticas muy similares a los poemas de Hokusai.